# アマミイシカワガエル
アマミイシカワガエル（奄美石川蛙、Odorrana splendida）は、両生綱無尾目アカガエル科ニオイガエル属に分類されるカエル。

## 分布
日本（奄美大島）固有種
模式標本の産地（基準産地・模式産地・タイプ産地）は大和村。

## 形態
体長オス7.4 - 12.4センチメートル、メス9.5 - 13.7センチメートル。西部個体群は、より大型になる。背面の皮膚は、円錐形の隆起や円形や顆粒状の小型隆起で覆われる。この円錐形の隆起は、オキナワイシカワガエルと比較すると小型。背面の体色は黄緑色で、黒褐色の斑紋が入る。腹面の暗色斑は、小型で不明瞭。

## 分類
以前はイシカワガエル O. ishikawae の、奄美大島個体群とされていた。オキナワイシカワガエルと交雑すると、雑種致死あるいは精子形成異常を引き起こす。本種とオキナワイシカワガエルは、200万年以上前に分岐したと推定されている。種子島の130万年前の地層から、本種のものと思われる化石が発見されている。

## 生態
山地にある常緑広葉樹林からなる自然林内を流れる河川の源流域や上流域の周辺などに生息する。
カマドウマ類などの昆虫、ヤスデ類などの多足類、ナメクジ類などの有肺類、ミミズなどを食べる。
繁殖様式は卵生。オスたちは主に1 - 5月に源流付近に集まり、岩の上や隙間に陣取って盛んに鳴く。抱接はおそらく岩の間隙や地中の穴の中で行われ、メスはその場に約1,000個の卵を産む。幼生は雨の増水によって沢に流れ出て生活し、翌年か翌々年の、5 - 9月に変態する。

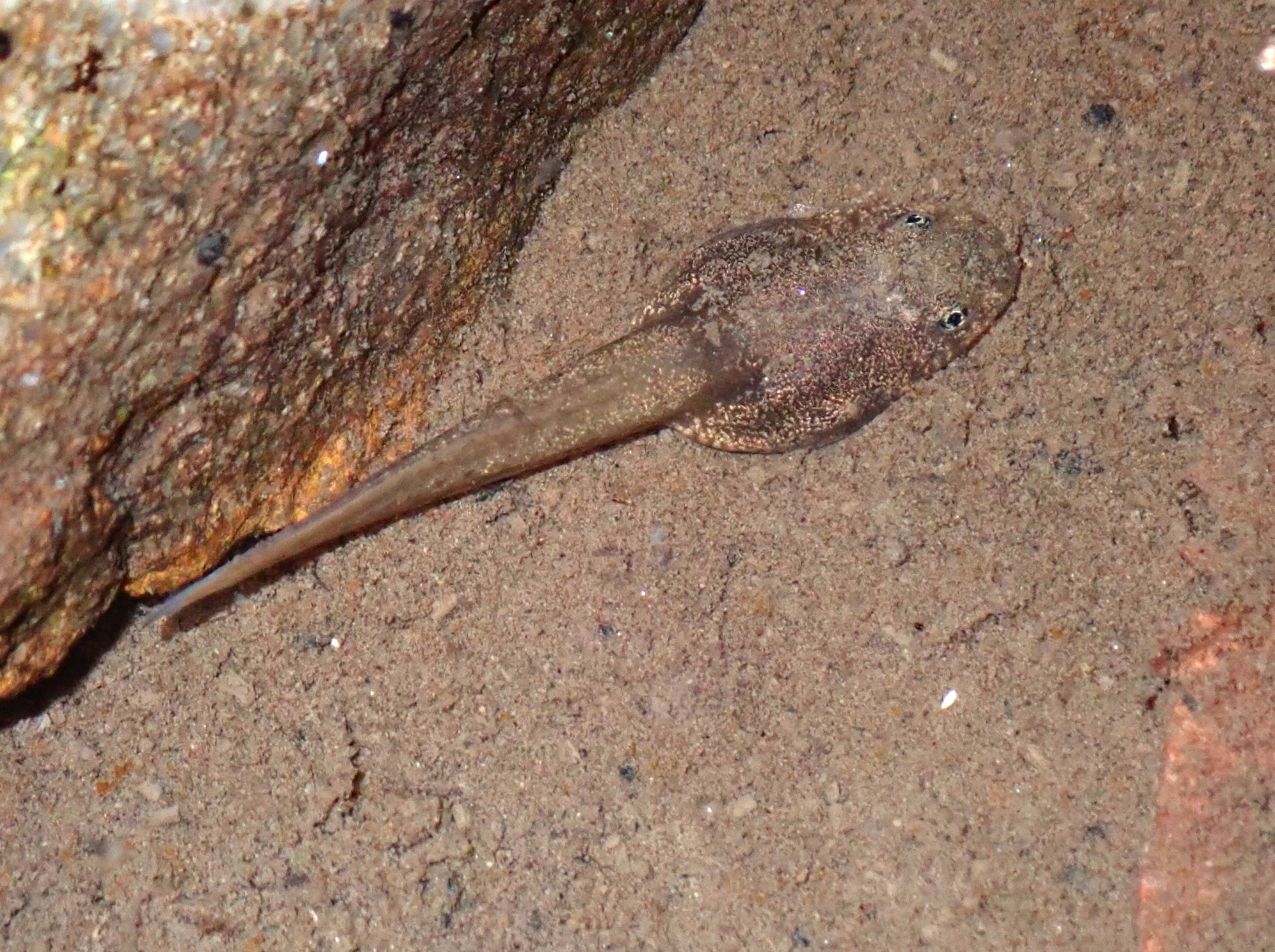
オタマジャクシ
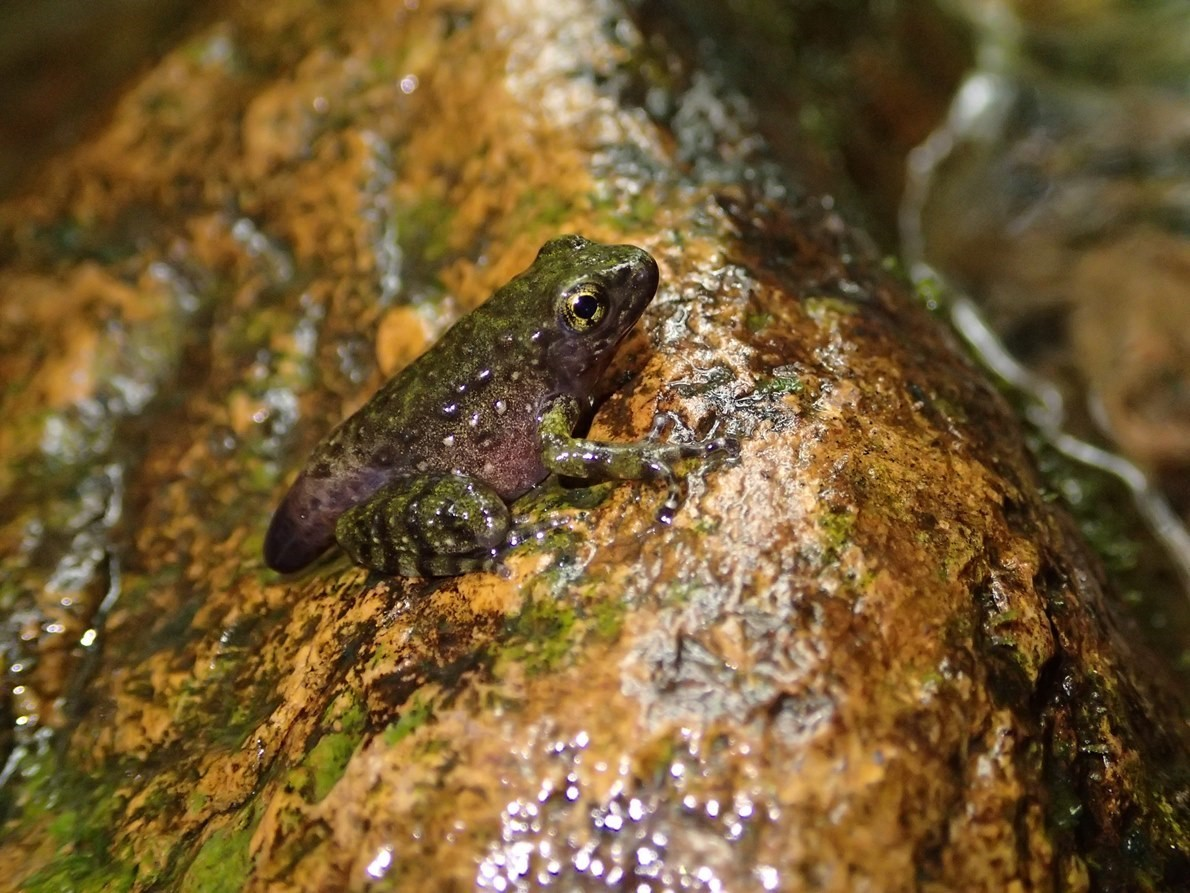
変態の途中

## 人間との関係
森林伐採や道路建設・二次林の増加による生息地の破壊およびこれらによる水質汚濁、交通事故などにより、生息数は減少していると考えられている。2016年に国内希少野生動植物種に指定され、卵も含め捕獲・譲渡などが原則禁止されている。2003年に鹿児島県の天然記念物に指定されている。人為的に移入されたフイリマングースの捕食により減少していた地域では、防除事業の進展に伴いマングースが減少した結果、回復しつつある。鹿児島県の希少野生動植物種にも指定されている。
絶滅危惧IB類 (EN)（環境省レッドリスト）